# Saint-Cirq (Dordonha)
Saint-Cirq foi uma comuna francesa na região administrativa da Nova Aquitânia, no departamento Dordonha. Estendia-se por uma área de 6,12 km². Em 2010 a comuna tinha 113 habitantes (densidade: 18,5 hab./km²).
Em 1 de janeiro de 2019, passou a formar parte da nova comuna de Les Eyzies.